# صفاء سلطان
صفاء سلطان (10 مارس 1980 -)، ممثلة أردنية.

## حياتها
ولدت في مدينة عمان الأردنية لأب أردني وأم سورية من دمشق  تعود أصولها إلى مدينة جنين الفلسطينية، كانت بدايتها في مجال التمثيل بمشاركتها في دبلجة فيلم تسجيلي من الإنجليزية إلى العربية في طفولتها. وكانت منذ صغر سنها تقلد وتمثل وكانت دائماً تعجب من حولها من أهلها بأدائها وتقليدها للفنانين. أمضت دراستها حتى الثانوية بين الأردن وسوريا ثم سافرت إلى الولايات المتحدة لدراسة طب الأسنان واستمرت فيها خمس سنوات، لكنها لم تتم دراستها وعادت إلى سوريا.
التقت بمحض الصدفة بالفنان ياسر العظمة في أحد المطاعم أثناء تواجدها مع أهلها في لحظة لتقليدها للممثلين. الأمر الذي لفت أنظار ياسر العظمة إليها وأعجب بأدائها ورشحها للقيام بدور في مسلسل مرايا عام 2003 الذي كان أول عمل فعلي لها وتوالت أعمالها بعد ذلك.

## أعمالها

### من المسلسلات
- مرايا 2003
- مرايا 2004
- مرزوق على جميع الجبهات 2004
- صراع الأشاوس 2004
- زوج الست 2005
- حاجز الصمت 2005
- ويبقى 2005
- الحور العين 2005
- مرايا 2006
- الأستاذ 2006
- المحروس 2006
- طاش ما طاش 14 2006
- كسر الخواطر 2006
- القضية 6008 2006
- الليلة الثانية بعد الألف 2007
- الإمام الشافعي 2007
- الجمر و الجمار 2007
- خالد بن الوليد 2007
- عمشة في ديرة النسوان 2008
- وحوش وسبايا 2008
- وجه العدالة 2008
- طوق الياسمين 2008
- يوميات أبو عواد 4 2008
- أصعب قرار 2008
- ليل ورجال 2008
- زهرة النرجس 2008
- يوم ممطر آخر 2008
- دندرمة 2008
- جبران 2008
- أهل الغرام 2 2008
- عقاب 2 2008
- بهلول أعقل المجانين 3 2009
- أنا قلبي دليلي 2009
- مطلوب رجال 2010
- يا صديقي 2010
- بعد السقوط 2010
- الزعيم 2011
- الولادة من الخاصرة 2011
- كشف الأقنعة 2011
- رومانتيكا 2012
- بنات العيلة 2012
- توأم روحي 2012
- صبايا- الجزء الرابع 2012
- الولادة من الخاصرة - الجزء الثاني 2012
- زمن البرغوت 2012
- الحرير والنار 2013
- منبر الموتى 2013
- دكتور أمراض نسا 2014
- المبروكة 2014
- عناقيد النور 2015
- أوراق التوت 2015
- علاقات خاصة 2015
- العراب 2015
- بقعة ضوء 12 2016
- أحمر 2016
- دومينو 2016
- مدرسة الحب 2016
- شبابيك 2017
- بقعة ضوء 13 2017
- جنون الشهرة 2017
- وهم 2018
- السلطان والشاه 2018
- قسمة وحب 2018
- داوت الشك 2018
- كوما 2018
- فوضى 2018
- فلم هندي 2019
- مدرسة الحب 3 2019
- ناس من ورق 2019
- بقعة ضوء 14 2019
- حرملك 2019
- ببساطة 2020
- حرملك (الجزء الثاني) 2020
- مع وقف التنفيذ 2022
- زقاق الجن (2023)
- أكباد المهاجرة (2023)
- بيت أهلي (2024)
- الصديقات (القطط) 2024

### من الأفلام
- درب السماء 2019

## روابط خارجية
- صفاء سلطان على موقع قاعدة بيانات الأفلام العربية